# Nominatie
Nominatie kan enerzijds het proces aangeven waarin een voorselectie wordt gemaakt om uit meerdere potentiële kandidaten voor een verkiezing of een prijs tot een daadwerkelijke kandidaat te komen; anderzijds kan nominatie ook betekenen dat men is geselecteerd als kandidaat.
In de politiek zijn de Amerikaanse voorverkiezingen een bekende vorm van nominatie die per partij uitmaken wie namens die partij als presidentskandidaat gaat deelnemen aan de presidentsverkiezingen.
Een ander bekend voorbeeld zijn de Oscarnominaties met betrekking tot het verkiezen van de beste films, acteurs, regisseurs en dergelijke.